# 真侍魂 霸王丸地狱变
《真侍魂 霸王丸地狱变》是一款由SNK公司制作和发行的格斗类游戏。游戏首先于1994年在街机发行，后于SNK的NEOGEO发行。
由于受到首作《侍魂》的好评以及爱好者的热情，SNK制作了续作。本作几乎囊括了前作的人物，并添加了几个新角色。游戏还重新设定了控制和动作。
《真侍魂 霸王丸地狱变》收到了众多好评，甚至超过前作。
家用版本可使用透過使用秘技隱藏角色黑子。